# Целлулоид (альбом)
«Целлулоид» — третий полноформатный студийный альбом российской рок-группы Tequilajazzz, выпущенный в 1998 году Фирмой грамзаписи «Фили».
Считается, что именно после появления альбома «Целлулоид» группа Tequilajazzz обрела всероссийскую известность. Именно на этой работе впервые были опубликованы хиты «Зимнее Солнце» (ставшая первой в сводных плейлистах российских радиостанций и главным радиохитом зимы 1998 года), «Авиация и Артиллерия» и «Тема Прошлого Лета», клип на которую попал в ротацию российского отделения канала MTV. В декабре 2012-го альбом вышел на виниле (музыкальное издательство «Мирумир»).
В 2009 году вышло переиздание альбома с отремастированным звуком. В переиздание к оригинальному материалу добавлены 3 ремикса авторства Макса Головина и три видеоклипа.
30 января 2013 года Евгений Федоров объявил о том, что группа Tequilajazzz решила собраться в оригинальном составе для перезаписи альбома «Целлулоид».
11 июня 2018 года группа отметила 20-летие выхода альбома большим концертом в рамках фестиваля «Стереолето» в Санкт-Петербурге. Евгений Фёдоров заметил по поводу альбома: «В свое время эта пластинка стала настоящим прорывом как для самой группы, так и для российской музыки в целом. Именно её фрагментами стали хиты, до сих пор звучащие на радиостанциях и вызывающие неизменные овации на концертах — „Зимнее Солнце“, „Тема Прошлого Лета“, „Кроме Звезд“, „Тишина и Волшебство“».

## Признание
Альбом занял 3-е место в списке «50 лучших русских альбомов всех времен», составленный журналом «Афиша» по итогам опроса молодых российских музыкантов.

## Список композиций
Слова и музыка — Евгений Федоров, кроме отмеченного
| №                   | Название                   | Автор(ы)                                               | Длительность |
| ------------------- | -------------------------- | ------------------------------------------------------ | ------------ |
| 1.                  | «В ожидании праздника»     |                                                        | 1:22         |
| 2.                  | «Кроме звёзд»              | Евгений Фёдоров, Александр Воронов, Константин Фёдоров | 4:37         |
| 3.                  | «Авиация и артиллерия»     | Е. Фёдоров, А. Воронов                                 | 4:25         |
| 4.                  | «Зимнее солнце»            | Е. Фёдоров, А. Воронов                                 | 5:51         |
| 5.                  | «Тишина и Волшебство»      |                                                        | 5:24         |
| 6.                  | «Небо с молоком (Испания)» |                                                        | 4:04         |
| 7.                  | «Ветры лестниц»            |                                                        | 3:10         |
| 8.                  | «Легенда»                  | Е. Федоров, А. Воронов                                 | 3:55         |
| 9.                  | «Ночью в эфире»            | Е. Федоров, А. Воронов                                 | 4:38         |
| 10.                 | «Лень»                     | Е. Федоров, А. Воронов                                 | 3:52         |
| 11.                 | «Улитка»                   |                                                        | 4:35         |
| 12.                 | «Наливайя»                 |                                                        | 3:25         |
| 13.                 | «Тема прошлого лета»       |                                                        | 4:32         |
| Общая длительность: | Общая длительность:        | Общая длительность:                                    | 53:50        |

| №                   | Название                                                  | Длительность |
| ------------------- | --------------------------------------------------------- | ------------ |
| 14.                 | «Тема прошлого лета (sinner and saint eclectica mix)»     | 4:59         |
| 15.                 | «Тема прошлого лета (wonderful camouflage eclectica mix)» | 3:59         |
| 16.                 | «Зимнее солнце (tequila nova eclectica mix)»              | 4:47         |
| Общая длительность: | Общая длительность:                                       | 1:04:22      |

| №                   | Название              | Длительность |
| ------------------- | --------------------- | ------------ |
| 1.                  | «Кроме Звёзд»         | 4:48         |
| 2.                  | «Тишина И Волшебство» | 2:46         |
| 3.                  | «Тема Прошлого Лета»  | 5:03         |
| Общая длительность: | Общая длительность:   | 12:37        |

## Участники записи
Члены группы
- Евгений Фёдоров — бас, вокалы, гитары, клавишные
- Константин Фёдоров — соло-гитара, клавишные
- Олег Баранов — гитара
- Александр Воронов — барабаны

Дополнительные музыканты
- Константин Шумайлов — клавишные, фортепиано
- Илья Ивашов — туба
- Рамиль Шамсутдинов — тромбон
- Роман Фокин — саксофон
- Олег Соколов — труба
- Андрей Суротдинов — скрипки
- Инна Волкова — вокалы
- Людмила Хлопова — вокалы

Технический персонал
- Запись музыки — студия «Добролёт», 1998
- Александр Мартисов — звукорежиссёр